# Льютуэйт, Саманта
Саманта Льютуэйт (имя при рождении Samantha Louise Lewthwaite, 5 декабря 1983), также известная как «Белая вдова» — жена террориста-смертника Джермена Линдси (англ. Germaine Lindsay), который взорвал поезд в лондонском метро в 2005 году. После теракта Саманта уехала жить в Сомали, где присоединилась к местным исламистам и стала рекрутировать в их ряды новых сторонников.

## Биография
Саманта Льютуэйт родилась в семье Эндрю и Элизабет Льютуэйт. Отец Саманты был британским военным, дислоцированным в Северной Ирландии, где и познакомился с её матерью. В 1994 году родители Льютуэйт разошлись, и, по словам её друзей, травмированная этим событием Льютуэйт попала под влияние своих соседей-мусульман, чьи семейные отношения она считала более крепкими. В возрасте 17 лет Саманта Льютуэйт приняла ислам, взяв, по сообщениям «The Scotsman» и «The Evening Standard», мусульманское имя Шерафия. Вскоре она сочеталась браком с Джермейном Линдзи, однако брак нигде не был официально зарегистрирован.
В 2005 году Линдзи взорвал себя в поезде метро, убив 26 человек. Льютуэйт отрицала свою причастность к теракту и утверждала, что ничего не знала о намерениях мужа.
В 2013 году, по информации «The Daily Telegraph», Льютуэйт вышла замуж за Хабиба Салеха Гани, этнического пакистанца и члена радикальной сомалийской террористической группировки «Аш-Шабаб». Позже газета приписывала ей отношения с Хасаном Маалимом Ибрагимом — одним из командиров «Аш-Шабаб». Информация о местонахождении Льютуэйт и её троих детей на тот момент, появлявшаяся в СМИ, была крайне противоречивой. В числе прочих мест назывались Танзания и Сомали. Льютуэйт подозревалась в участии в нападении на торговый центр в Найроби. Интерполом был выдан ордер на её немедленный арест, а правоохранительные службы США объявили награду в 5 млн долларов за помощь в её задержании.
12 ноября 2014 года российское информационное агентство Regnum опубликовало информацию о том, что снайпер батальона «Айдар» Льютуэйт была убита прибывшим из России снайпером в ходе вооружённого конфликта на Донбассе. Позже в качестве доказательства был представлен скан южноафриканского паспорта на имя Натали Уэбб с фотографией Льютуэйт, который, по утверждению автора оригинальной статьи Алексея Топорова, снайпер нашёл среди вещей убитой. Имя источника информации названо не было. Британское правительство сообщило, что не имеет данных, подтверждающих пребывание Льютуэйт на территории Украины. Также была опубликована информация о том, что власти Украины объявили награду в один миллион долларов за поимку снайпера, убившего Льютуэйт, однако официального подтверждения со стороны украинских властей не было. Напротив, официальный представитель Совета Безопасности Украины Роман Вибрановский опроверг информацию о нахождении Льютуэйт на Украине, а командир батальона «Айдар» Сергей Мельничук заявил, что «у нас нет никаких „белых вдов“ и не могло быть», это попытка «вбить клин между нами и нашими британскими союзниками».
15 ноября в средствах массовой информации появились опровержения версии о гибели Саманты Льютуэйт в Донбассе.